# Plectrohyla quecchi
Espèce
Statut de conservation UICN

 CR A4ce : 
En danger critique
Plectrohyla quecchi est une espèce d'amphibiens de la famille des Hylidae.

## Répartition
Cette espèce est endémique du Guatemala. Elle se rencontre entre 615 et 1 850 m d'altitude de la sierra de los Cuchumatanes aux hauts plateaux du département d'Alta Verapaz ainsi que dans la sierra de las Minas,.

## Étymologie
Cette espèce est nommée en l'honneur des Quecchi.

## Publication originale
- Stuart, 1942 : Description of two new species of Plectrohyla Brocchi with comments on several forms of tadpoles. Occasional papers of the Museum of Zoology University of Michigan, vol. 455, p. 1-14 (texte intégral)